# Hrunyicsev Gépgyár
A Hrunyicsev Gépgyár, teljes nevén a Hrunyicsev nevét viselő Állami Űrkutatási Tudományos-termelési Központ (oroszul: Государственный космический научно-производственный центр имени М. В. Хруничева, magyar átírásban: Goszudarsztvennij koszmicseszkij naucsno-proizvodsztvennij centr imenyi M. V. Hrunyicseva) űrkutatási berendezéseket fejlesztő és gyártó orosz vállalat. Központi szövetségi állami vállalatként (FGUP) működik, székhelye Moszkvában található.
Fő gyártmányai hordozórakéták, rakéta-végfokozatok, folyékony hajtóanyagú rakétahajtóművek, valamint műholdak. A Hrunyicsev gépgyár gyártja a Proton és a Rokot hordozórakétákat, valamint a fő fejlesztője a közeljövőben szolgálatba álló Angara hordozórakéta-családnak. Mihail Hrunyicsev szovjet politikus, egykori repülőgépipari miniszter nevét viseli. Autógyárként alapították, majd páncélautókat gyártott. Az 1920-as évek elejétől repülőgépgyárként működött. 1959-től átállították rakéták gyártására. Kezdetben interkontinentális ballisztikus rakétákat állított elő, majd az 1960-as évek közepétől a szovjet űrkutatási gépgyártás egyik vezető vállalatává vált.

## Története
A gyár jogelődjét 1916-ban alapították mint a Russzo-Balt autógyár második gépkocsiüzemét, melyet az első világháború miatt telepítettek Rigából Moszkva Fili városrészébe. 1918-ban államosították, majd 1922-ben az Első Állami Páncélgépkocsi Üzem elnevezést kapta. A gyárat 1923. január 23-án a német Junkers repülőgépgyárnak adta 30 éves koncesszióba a szovjet kormány azzal a feltétellel, hogy a német cég építsen ki egy üzemet, ami teljesen fémépítésű repülőgépeket és hozzájuk való motorokat gyárt. 1925-ig 50 db Ju 20 és 100 db Ju 21 repülőgépet kellett volna megépíteni. A Junkersnek azonban nem sikerült a koncessziós szerződésben vállaltaknak megfelelően beindítania a dúralumínium és a motorok gyártását, ráadásul a Szovjetunióban 1924-ben elindult a hazai fémépítésű gépek kifejlesztése. Ezért a szovjet kormány 1927. március 1-jén felmondta a koncessziós szerződést.

### Repülőgépgyártás
Még ugyanabban az évben az üzem alapjain létrehozták a hazai tervezőirodák gyártmányainak sorozatgyártására a 7. sz. repülőgépgyárat, melyet hamarosan átneveztek az Október 10 éves évfordulója 22. sz. repülőgépgyár névre. Az abban az időben Európa egyik legnagyobb repülőgépgyárának számító üzem Tupoljev gépeit gyártotta. Ott készültek az R–3 és R–6 felderítő repülőgépek, az I–4 vadászrepülőgép, valamint a TB–1, a TB–3, a DB–A bombázó és az ANT–9, valamint az ANT–35 utasszállító repülőgépek. Közben, 1933-ban a gyár a repülőgép-szerencsétlenségben elhunyt igazgatójának, Szergej Gorbunovnak a nevét vette fel. Közvetlenül a második világháború kitörése előtt kezdte el a gyár a felkészülést a Pe–2 zuhanóbombázó sorozatgyártására, de a tényleges gyártásra ott már nem került sor. A Moszkvát, valamint a gyárat ért 1941. júliusi német légitámadások miatt a 22. sz. repülőgépgyár berendezéseit 1941. október–november folyamán Kazanyba, a 124. sz. Szergo Ordzsonokidze repülőgépgyár területére evakuálták A két repülőgépgyár összeolvasztásából 1941 decemberében létrehozták a Gorbunov nevét viselő 22. sz. Kazáni Repülőgépgyárat.   
Ezzel egy időben a Filiben lévő gyártelepen megalakították a 23. számú repülőgépgyárat, amelyben a háború alatt az Il–4 és Tu–2 bombázókat gyártották. A háború után ott kezdték el gyártani a Tu–4 bombázókat, majd az 1950-es évek végétől a Mi–6 helikoptert, majd később a Mi–8-as helikoptert.  

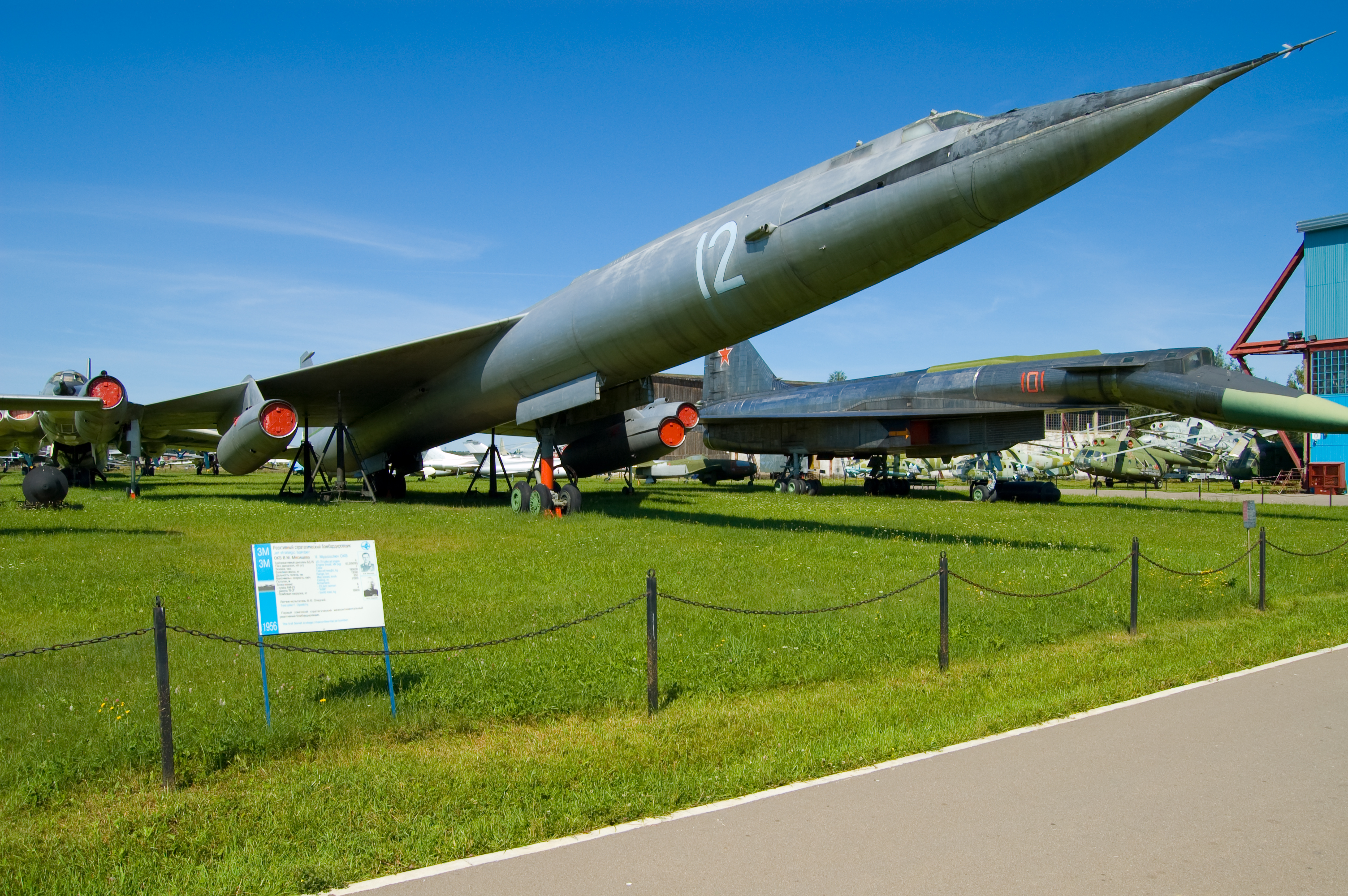
Az M–50, Monyinóban kiállítva

1951-ben a 23. sz. repülőgépgyárhoz kapcsolva hozták létre Vlagyimir Mjasziscsev nehézbombázókra szakosodott tervezőirodáját, az OKB–23-t, melynek ez a repülőgépgyár lett a gyártóbázisa. Így ott készültek az 1950-es években az M–4, M–50 és M–52 stratégiai bombázók is.  

### Rakétagyártás és űrtechnológia
1960-ban Mjasziscsev OKB–23-as tervezőirodájának önállóságát megszüntették, és a 23. sz. repülőgépgyárral együtt a Cselomej irányítása alatt álló OKB–52 (ma: NPO Masinosztojenyija) tervezőiroda alárendeltségébe került. Ezzel megszűnt a repülőgépgyártó tevékenysége és a vállalat az interkontinentális ballisztikus rakéták sorozatgyártására állt át, az OKB–52 gyártóbázisa lett, míg az OKB–23 az OKB–52 alárendeltségében interkontinentális ballisztikus rakéták tervezésével foglalkozott a továbbiakban.
A gyár 1961-ben felvette Mihail Hrunyicsev volt repülőgépipari miniszter nevét, ezzel Hrunyicsev Gépgyár (Masinosztroityelnij Zavod imenyi Hrunyicseva) lett a megnevezése.
Ott fejlesztették ki és gyártották az 1960-as évek első felétől az UR–200, majd az UR–100 interkontinentális ballisztikus rakétákat. Utóbbit 1967-ben rendszeresítették is. Ugyancsak ott készült az eredetileg ballisztikus rakétának szánt UR–500, amely később a Proton hordozórakéta kifejlesztéséhez vezetett, melyet 1965-ben indítottak első alkalommal.
1966-ban Cselomej OKB–52-es tervezőirodáját átnevezték Központi Gépgyártási Tervezőiroda (CKBM) névre, és az alárendeltségében működött OKB–23-as tervezőiroda a CKBM fili fiókintézete lett. Utóbbi az 1970-es évek végén függetlenedett a CKBM-től és Szaljut tervezőiroda névre keresztelték át. A Szaljut tervezőiroda 1981-ben az NPO Enyergija vállalat alárendeltségébe került egészen 1988-ig, amikor teljesen független lett. A Szaljut tervezőiroda volt a szovjet űrállomás-programok, a katonai Almaz-program, és a polgári Szaljut-program, valamint a Mir űrállomás-program fő felelőse, szoros együttműködésben a Hrunyicsev Gépgyárral, amely a tervezőiroda gyártóbázisát biztosította. Ott  készült az Almaz és a Szaljut űrállomás összes példánya, majd később a Mir űrállomás, és az egyéb űrállomás-modulok, valamint az Almaz űrállomások kiszolgálására szánt TKSZ űrhajó.

## Vezetői
A vállalat és jogelődeinek vezetői 1916-tól napjainkig (zárójelben a hivatalban töltött időszak).
Russzo-Balt:
- Havril Vasziljevics Kulcsickij  (1916–1919)
- Ivan Sztyepanovics Olencsuk (1920–1924)

22. sz. Állami Repülőgépgyár (GAZ–22):
- Fjodor Szergejevics Malahov (1927–1931)
- Szergej Petrovics Gorbunov (1931–1933)
- Olga Alekszandrovna Mitkevics (1933–1935)
- Szemjon Leontyjevics Margolin (1935–1936)
- Alekszaj Szergejevics Szuharev (1937–1938)
- Vaszilij Andrejevics Okulov (1938–1941)

23. sz. Állami Repülőgépgyár (GAZ–23):
- Illarion Matvejevics Kuzin (1942)
- Iszaak Boriszovics Ioszilovics (1942–1944)
- Anatolij Tyihonovics Tratyjakov (1944–1946)
- Szergej Mihajlovics Lescsenko (1946–1952)
- Dmitrij Nyikolajevics Oszipov (1952–1960)

Hrunyicsev Gépgyár:
- Mihail Ivanovics Rizsij (1961–1975)
- Anatolij Ivanovics Kiszeljov (1975–2001)
- Alekszandr Alekszejevics Medvegyev (2001–2005)
- Vlagyimir Jevgenyjevics Nyesztyerov (2005–2012)
- Alekszandr Ivanovics Szeliversztov (2012-től)

## Fő gyártmányai

### Hordozórakéták

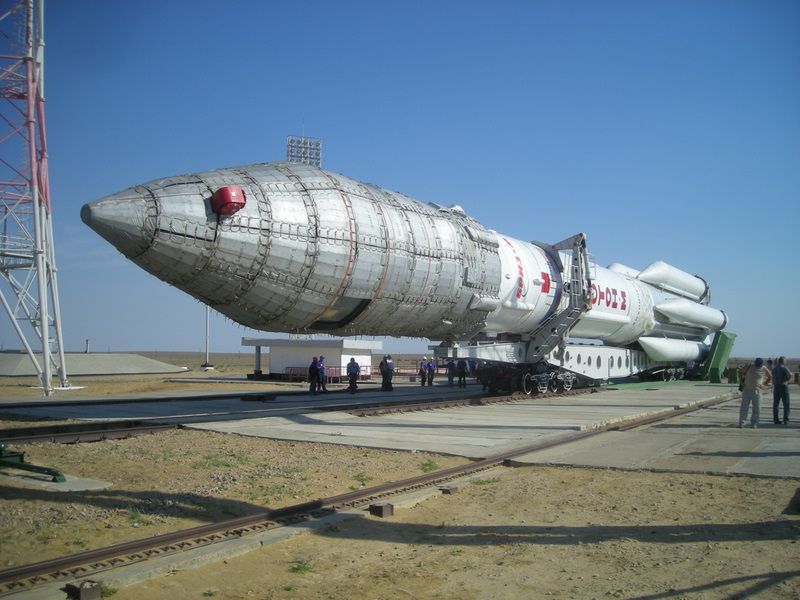
A Hrunyicsev gépgyár egyik legismertebb gyártmánya, a Proton hordozórakéta

- Proton–K
- Proton–M
- Rokot
- Koszmosz–3M
- Angara (fejlesztés alatt)

### Rakéta-végfokozatok
- Briz–M
- Briz–KM
- 12 KRB
- KVTK (fejlesztés alatt)

### Űrhajók és űrállomások
- Szaljut
- Mir
- Almaz
- TKSZ

### Műholdak
- Ekszpressz
- Mozsajec

### Rakétahajtóművek
- 11D58M
- RD–0212
- RD–0210
- RD–0110
- RD–191
- SZ5.92
- RD–276
- 14D30
- KVD–1
- RD–0146
- RD–0124A